# Margaret Bent
Margaret Bent és una musicòloga, organista, professora universitària i investigadora musical nascuda a Saint Albans, Regne Unit, el 23 de desembre de 1940.

## Biografia
Margaret Bent va ser l'organista de la Girton College, Cambridge, on va estudiar el batxillerat artístic al 1962, el batxillerat en 1963 i el doctorat el 1969, la seva tesi doctoral va tractar sobre el manuscrit d'Old Hall, inicialment supervisada per Thurston Dart. A partir del 1963 ensenyava com a professora a Cambridge i a la Universitat Kings College de Londres, fins al 1972.
Posteriorment, va realitzar conferències a la Goldsmith's College del 1972 fins al 1975. Va ser elegida com a professora de música a la Brandeis University al 1975 i a Princeton al 1981 fins al 1992, sent cap de departament en les dues universitats. A continuació es va tornar una sènior d'investigació al All Souls Collage del 1992 al 2008. Al 2008 va passar a ser col·laboradora de mèrit a la All Souls Collage.
El seu treball actual explora xarxes de músics al Veneto, i acaba de completar una monografia que trasllada els orígens de Jacobus, autor de Speculum Musicae, de Lieja a Espanya (2015).
Ella actualment encara està implicada en l'ensenyament i ha demostrat interés en molts estudiants joves, incloent una llista extensiva de estudiants de doctorat.

## Estudi i recerca
Gran part del treball publicat de Bent tracta sobre la música anglessa antiga dels segles xiv i xv, els quals van sorgir a partir del seu estudi del manuscrit Old Hall, el qual va establir nous models per a la comprensió paleogràfica de les fonts medievals. Ella ha descobert i descrit nous fragments de manuscrits, i gràcies als seus amplis coneixements sobre la font i seva visió crítica ha resultat en un important nombre d'edicions.
La seva monografia de Dunstaple (1981) ha estat seguida de molts descobriments sobre aquest compositor.
El motet medieval és el focus fort del seu treball, el que resulta i en estudis analítics, històrics i musical-poètics de repertoris poc estudiats (el motet italià, els motets de Xipre, motets papals) i obres de Vitry i Machaut, així com obres en anglès. Ella ha fomentat treballs interdisciplinaris i de col·laboració, en particular els estudis del Roman de Fauvel adjuntats en un volum editat juntament amb Andrew Wathey.
Els seus estudis en les relacions entre la pràctica compositiva, el testimoni teòric i pràctic han resultat en sèrie d'articles sobre musica ficta (començant en l'apèndix a la seva tesi). També ha estudiat com s'han trasmés els manuscrits i com poden reconstruir de polifonia, contrapunt, anàlisi i pràctica mensural, així com en pràctiques amb artistes professionals i estudiants.

## Camps d'interès
- Música anglesa, francesa i italiana dels segles XIV al XVI
- Aspectes tècnics de la teoria de la música, del contrapunt, de l'anàlisi, de la música ficta, del text, i d'altres temes que pontifiquen la notació i el rendiment en la música antiga, descripcions de noves fonts, aspectes de la transmissió musical, estudis estètics i manuscrits, interfícies literàries, històriques i preguntes biogràfiques
- Col·laboracions interdisciplinàries que inclou aspectes de la relació entre paraules i música, retòrica i arts no verbals[3]

## Altres rols professionals
- Royal Musical Association, Dent medal 1979
- Beca Guggenheim 1983 - 84
- American Musicological Society, president 1985-6.[4]
- Membre de l'Acadèmia Britànica, 1993, seccions J, i G (des de 1996).
- Membre Honorari Estranger, Acadèmia Americana de les Arts i les Ciències, 1994
- Membre de la Royal Historical Society, 1995
- Membre de l'Acadèmia Europea, 1995
- Universitat de Glasgow, Doctora honorari en música, 1997
- Universitat de Notre Dame, Doctora Honoris Causa de Belles Arts, 2002
- Fellow de la Societat d'antiquaris de Londres, 2002
- Membre corresponent de l'Acadèmia Medieval d'Amèrica, 2004[5]